# Svalövs socken
Svalövs socken i Skåne ingick i Rönnebergs härad, ingår sedan 1971 i Svalövs kommun och motsvarar från 2016 Svalövs distrikt.
Socknens areal är 25,14 kvadratkilometer varav 24,97 land. År 2000 fanns här 2 446 invånare. Orten Axelvold med Axelvolds gård, orten Källstorp med Källtorps gård samt huvuddelen av tätorten Svalöv med sockenkyrkan Svalövs kyrka ligger i socknen.

## Administrativ historik
Socknen har medeltida ursprung.  
Vid kommunreformen 1862 övergick socknens ansvar för de kyrkliga frågorna till Svalövs församling och för de borgerliga frågorna bildades Svalövs landskommun. Landskommunen utökades 1952 och 1969 och ombildades 1971 till Svalövs landskommun som 1971 ombildades till Svalövs kommun. Församlingen utökades 2002 och bär därefter till 2014 namnet Svalövsbygdens församling.
1 januari 2016 inrättades distriktet Svalöv, med samma omfattning som församlingen hade 1999/2000.
Socknen har tillhört län, fögderier, tingslag och domsagor enligt vad som beskrivs i artikeln Rönnebergs härad. De indelta soldaterna tillhörde Norra skånska infanteriregementet, Rönnebergs kompani och Skånska husarregementet.

## Sockenhistoria
Norra Svalövs by var kyrkby i socknen och den var också den till ytan den största byn i socknen. Övriga byar som är äldst i Svalöv är Södra Svalövs by, Karatofta by och Munkagårda by.
Svalövs två byar ligger i socknen med samma namn och första kända omnämnandet är från år 1120, in villa Swalleue. Under senare delen av samma århundrade har sannolikt den äldre kyrkan uppförts. Trolig byggmästare var Mårten Stenmästare, som även varit involverad i domkyrkobygget i Lund. Grunden till den äldre kyrkan kan fortfarande beskådas strax norr om den nuvarande, på andra sidan vägen.
Byn Södra Svalöv, där nuvarande tätorten kom att etableras på Södra Svalöv nr 9, bestod av ett tiotal gårdar. Det var istället kyrkbyn Norra Svalöv som utgjorde socknens centrum. Nuvarande kyrka, byggd 1877, ersatte en medeltida föregångare. Tidigare fanns även en äldre prästgård intill den nuvarande. Tillsammans med skolan, byggd 1812, ligger prästgården på traditionell plats intill kyrkan. Under medeltidens lopp kom Svalövs socken till allra största delen att tillhöra munkarna på Herrevads kloster. Bynamnet Munkagårda vittnar om detta. Efter reformationen kom klostrets gårdar att så småningom ägas av frälseätter. Ägarna till Axelvolds säteri, av ätten Berg von Linde, hade sedan 1760 patronatsrätten över Svalövs kyrka. Patronus hade att svara för kyrkans underhåll och hade också rätt att tillsätta kyrkoherde. För detta uppbar han ersättning från församlingsborna. Han vägrade emellertid att bekosta en nybyggnation, men efter en olustig tvist med församlingen träffades en överenskommelse. Han fick betala 6 000 kr och hans patronatsrätt avskaffades sedan. Den nya kyrkan kostade drygt 40 000 kr att uppföra.

### Byar
I socknen fanns följande byar: Axelvold, Karatofta, Källstorp, Munkagårda, Skogsgård och Skogsnäbben förutom de båda Svalövsbyarna. Förutom i Svalöv fanns järnvägsstation i Axelvold och Källstorp.
Södra Svalövs by hade 1932 12 jordbruksenheter. På Svalöv nr 9 låg Svalövs samhälle. Utsädesbolaget var ägare till Heleneborgs Herrgård, som omfattade Svalöv Södra nr 4,10 och 11 och dessutom hemmanen nr 2, 7 och 8 i Södra Svalöv. Nr 3 och del av nr 8 ägdes av Per Bondessons Lantbruks AB. Nr 1, 6 och 12 ägdes av Svalövs kommun. Nr 5 ägdes av Fröförädlingsanstalen, som var underställd Utsädesbolaget.
Norra Svalövs by fanns 1932 4 jordbruksenheter. Nr 1 ägdes av utsädesbolaget. På nr 3 låg Svalövsgården, nr 5-10 ägdes av utsädesbolaget, nr 16 var kyrkoherdeboställe.
Karatofta by ligger 1,7 kilometer nordnordost om kyrkan. Från mitten av 1830-talet brukades några gårdar i Karatofta av Axelvold. 1838 gjordes laga skifte. Var och en av de fyra gårdarna skulle bli tre nya gårdar fördelade över hela byarealen. Detta stannade på pappret, troligen byggdes inga nya gårdar. Kring 1845 fanns sju åbor i Karatofta, några mycket kortvarigt. 1850 brukades hela byn av Källstorp, som då ägdes av löjtnant Henrik Berg von Linde.
I Karatofta bodde Wehtjes (arrendator av Svalövsgården) statfolk och i Källstorp bodde statdrängar och en bokhållarelev. Möjligen arrenderade Wehtje även dessa gårdar, men från 1862 fanns en annan arrendator på Källstorp, dansken Nicolai Brorsen. Gården växte ut till en självständig storgård, men dess många olika fastigheter blev formellt sammanlagda först på 1960-talet. Byn hade 1932 9 jordbruksfastigheter registrerade varav nr 1,3 och 4 tillhörde Utsädesbolaget.
Bytomten beskrivs i fornminnesinventeringen så här: Bytomt, övergiven, ca 180x180 m (NÖ-SV). Vid besiktning kunde 3 husgrunder med spisröse iakttas. Området är kraftigt igenväxt och ställvis ej framkomligt varför det får antas att ytterligare lämningar finns kvar. Omnämnd 1564 i ett pantbrev i samband med att riksrådet Wiffert övertog Svalövs län. Karatofta sägs i detta brev ha 4 gårdar. Wiffert grundade Axelvolds gård omkring 1560 och fick äganderätten till bland annat Karatofta 1579. I decimantjordeboken (en inventering av alla bönder vid denna tidpunkt). 1651 nämns åter de 4 gårdarna i Karatofta, liksom namnen på brukarna. Byn skiftades 1838–1839 och beboddes då, enligt uppgift av Erik Forslid i Svalövs historia, av 12 åbor. Två av dessa fick bo kvar. I början av 1900-talet beboddes några av husen men övergavs slutligen. Bytomten tillhörde då Lönnstorps gård. Bytomtens begränsning är gjord utifrån lantmäterikartor 1825 och 1839 samt med hänsyn till terrängen och naturliga begränsningar.
Källstorp var 1564, då det så kallade Svalövs län skapades för att förvaltas av riksrådet Axel Tønnesen Viffert, en ensamgård. Långt fram i historien var detta fortsatt ett faktum till exempel även i decimantjordeboken från 1651. Efter skiftet i Karatofta by 1838–1839 lades byns jord under plattgården Källstorp. Efter att Malmö–Billesholms Järnväg anlagt station i Källstorp utvecklades ett mindre samhälle i byn. 1911 grundades ett bränneri AB Källstorp. Där fanns också ett tegelbruk. I område finns tegelgravarna invid Svalövsbäcken. Dessa utgör en fuktig sänka som är ett före detta lertag vilket nu helt vuxit igen med ogenomträngliga buskage främst bestående av olika salixarter. AB Källstorps bränntorvsfabrik grundad 1915, se under Lönnstorp nedan. Källstorps by hade 1932 4 jordbruksfastigheter varav det mesta hörde till Källtorps gård. Ägare till gården 1932 var Nils Hagander. Svalövs kommun beskriver i sin översiktsplan 2016 byn så här : Källstorp, intill Söderåsbanan och väg 10, består av 15 hus och har bussförbindelser men i övrigt ingen service.
Skogsgård var en mindre by 3,5 km norr om Svalövs kyrka med 6 mindre jordbruksfastigheter 1932. Axelvold/Möllarps ägare, Otto Berg von Linde, avled 1860. Gårdskomplexet splittrades, eftersom ingen av de åtta arvingarna hade råd att lösa ut de övriga. Skogsgård styckades efter 1860 då, fem nya ”torplägenheter” bildades och resten delades av Möllarp och Källstorp.  Nils Svensson, som var född på gården Skipadrätten, var 32 år och hade arrenderat Skogsgård i tre år, när han och familjen 1861 sattes i den nya delade gården. I husförhörslängden kallades han ”inhysesman”.
Skogsnäbben avträdde också mark till Möllarp, resten gick till Lönnstorp.

### Herrgårdar
Det fanns 5 herrgårdar i Svalövs socken. Axelvolds gård i Axelvolds by, Heleneborg i Södra Svalövs by skildras nedan, Källstorps gård i Källstorp, Lönstorp samt Svalövsgården i Norra Svalövs by.
Heleneborgs herrgård skapades då Birger Welinder fann sitt eftersökta lantbruk i Svalöv och i mars 1879 tillträdde han Svalöv nr 10 och 11, som sammanslogs till en gård, vilken efter hans hustru fick namnet Heleneborg. Jordbruket utvidgades senare genom köp av flera grannfastigheter. En av dessa var Möllegården, som bland annat användes som bostad åt anställda vid Utsädesföreningen. Åren 1993 till 1999 var den upplåten till Fridhems folkhögskola. Senare inköpte Welinder även Svalöfsgården.
Källstorps gård är en av de största gårdarna i socknen. I samband med att Källstorps gård grundades lades Karatofta by ned. Gården består av huvudbyggnad, stall, mindre bostadshus och andra ekonomibyggnader från senare delen av 1800-talet. Skapades som plattgård under Axelvolds säteri.
Lönnstorps gård har en välbevarad huvudbyggnad från 1800-talets senare del och det finns en intressant portlänga. Den är ursprungligen uppförd som entrébyggnad till en jordbruksutställning 1893 och är flyttad till platsen. Vid gården finns transformatorstation från 1900-talets början, uppförda i mörkt rött tegel. Lönstorp ägdes 1932 av Svenska utsädesbolaget. Herrgården omfattade 1932 flera hemman: Lönstorp nr 1, Skogsgård nr 1, Axelvold nr 1, Munkagårda nr 3 samt norra Svalöv nr 2 och 3. Den sammanlagda arealen var 349 hektar 1932. Lönnstorps gård är idag innehavare av Källstorps Bränntorvs AB grundat 28 juni 1915. Företaget är inaktivt men planer för bolaget år att det skall efter inköp av den så kallade Barmossen av Axevolds säteri i Svalövs socken av Malmöhus län, eventuellt även andra mossar driva tillverkning och försäljning av bränntorv och andra torvprodukter.
Svalövsgården  ligger i Norra Svalöv i Svalövs socken i Skåne. Otto Berg von Linde ägde, vid tiden för Laga skifte (1834-1840), förutom Axelvold också åtta av de tio gårdarna i Norra Svalöv. Dessa åtta slogs samman 1836 och bildade Svalövsgården, en plattgård under Axelvold. Svalövsgården arrenderades ut från 1843 först till L.F.A. Wehtje från Schleswig-Holstein, och sedan till hans son Ernst Wehtje. När Otto Berg von Linde avled 1860 blev ägarförhållandena något oklara, men Ernst Wehtje fortsatte att vara arrendator troligen tills Johan de Neergaard köpte gården 1872.

## Geografi
Svalövs socken ligger öster om Landskrona med Söderåsen i norr. Socknen är kuperad odlingsbygd med mycket god åkermark i söder. Norra delen av socknen är mestadels skogbeväxt.

## Förhistoria och fornlämningar
I Svalövs socken är 47 poster i inventeringen registrerade som fornminnen. Många av dessa består av hägnader, minnesstenar, gränsmärken, vägar, bytomter och annat från historisk tid. I statens historiska museum finns inga fynd från Svalöv.

### Stenålder

#### Fyndsamlingar
Från stenålder finns 10 fyndsamlingar registrerade i fornminnesinventeringen, varav bara en är lite mera omfattande- en samling på Svalövs bibliotek, som innehåller ett flertal föremål från hela stenåldersperioden.
Fyndsamling i monter i biblioteket i Svalöv innehåller följande föremål: Från mesolitisk tid: 13 kärnyxor, 9 spånblock, 2 skivyxor, 9 spån, 3 avslag, varav 1 mikroavslag, 1 mikrolit, 9 hasselnötsskal. Från senneolitikum 1 skära, 6 dolkar och spjutspetsar, 1 pilspets med tånge, 4 mejslar (oklar datering), 1 slipsten (oklar datering). Från tidigneolitikum: 2 spetsnackiga bergartsyxor, 1 spetsnackig flintyxa. Från mellanneolikum: 1 tjocknackig yxa, 3 flintyxor, 1 tunnackig yxa, 12 cm l, 1 förarbete till yxa, ca 17 cm l, 1 tunnackig yxa, 20 cm l, 3 tjocknackiga yxor, 1 tunnackig yxa, 2 breda tjocknackiga yxor, 1 nackpartiet till tunnackig yxa, 3 tjocknackiga flintyxor, 1 tjocknackig flintyxa med utsvängd egg (troligen senneolitsk), 1 tjocknackig bergartsyxa (oklar datering), 1 skafthålsyxa troligen från senneolitikum, 1 skafthålsyxa från bronsåldern. Som synes fynd från stora delar av stenåldern.

#### Boplatser
Några boplatser från stenåldern är funna varav de mest kända är från Bare mosse. Bare mosse I var en mesolitisk mossboplats medan Bare mosse III och VII var från neolitisk tid. Bare mosse IV var ytterligare en tidig boplats från maglemosetid. I Svalövs socken finns sex stenåldersboplatser registrerade varav några av de på senare utgrävda sammanfattas i Therese Ohlsson Norra Svalöv 16:6.

### Bronsålder
Från bronsåldern har gravhögar registrerats i fornminnesregistret på 5 olika platser.
RAÄ nummer Svalöv 18:1.
Där antecknas : "1) Högar och gravfält, ungefärlig plats för, uppgift om. Ursprungskällan är berättelse av C. P. Hartelius 1729 i Rönbeckska handskriftsamlingen i Lunds universitetsbibliotek. "Eljest i Södra Swallöfs ängiar här i socknen och ytterst i kanten finnas 3 stycken Högar, som kallas Tingshögarne, hwarest säges i forna dagar under blått Himmel wara Ting hållet...Ett stycke härifrån finnes en hel hop stenrösiar eller i cirklar uppsatte och lagde stenar under en annan Hög Hatthögen kallat, som kallas Kiämpegrafwarne, men ingen uthugning eller Bokstäfwer kunna synas medan stenarne merendels äro i jorden nedsiunke, dock måtte här wara något synnerligit passerat och synes icke otroligt, här warit i gamla dagar om Häradsmärket mellan Onsjö och Rönnebergs Härader till deras lifs förlust kämpat". 
I "Svalövs historia" skriver Erik Forslid, 1953: "Den i Malmöhusläns lantmäterikontor i Malmö förvarade kartan över storskiftet i Södra Svalöfs by 1763-65 jämte därtill hörande ägobeskrivning gav också intressanta upplysningar. "Ängarna" utgjorde den sydligaste delen av Södra Svalöfs bys ägor. Norra delen av detta område upptogs av Tufwesängarne och södra delen av Perrenhalerne. I öster, gränsande till Torrlösa bys ägor, låg Tingshögsängarna". "I handlingarna från en uppmätningsförrättning i Torrlösa by 1738 återfanns Tinghögsåkern, belägen intill Svalövs-gränsen. Storskifteshandlingarna för Torrlösa by 1770-72 upptog bl.a. ett sådant namn som Tingshögsfallet." " Även när det gällde Kämpagravarna, gav storskifteskartan över S.Svalöv en anvisning om platsen för dessa genom ägonamnet Kempa Fallet. Detta jordområde var beläget strax söder om landsvägen Svalöv-Torrlösa, ett litet stycke väster om gränsen mot Torrlösa. Ute i terrängen finns numera inga spår av dessa fornlämningar. " 
Enligt inventerarna finns inga synliga rester av högar eller andra anläggningar som kunde iakttas vid besiktningen. Några diffusa förhöjningar fanns inom området, men dessa kunde ej med säkerhet bedömas som högrester.
RAÄ Svalöv 38:1 uppgift om hög, benämnes Högslycka på en lantmäterikarta från 1824.Inga synliga rester av högar kunde iakttas vid granskningstillfället. 
RAÄ Svalöv 39:1 uppgift om hög, benämnes Bläshögsfallet på lantmäterikartor från 1766 och 1824. Ingen synlig rest av hög kunde iakttas vid granskningstillfället.
RAÄ Svalöv 40:1 uppgift om hög, benämnes Kålhögsåkrarna på lantmäterikartor från 1766 (Akt 1) och 1824 (Akt 6). Området  nu bebyggt med skola. Omgivningarna utschaktade.
RAÄ Svalöv 42:1 uppgift om hög, benämnes Stenhögen på en lantmäterikarta från 1824. Möjligen avses en anläggning av annan typ, t.ex. ett röse. Inga rester av högar kunde dock iakttas vid granskningstillfället.
Till nutiden har inte någon bronsåldershög bevarats i oskadat skick. Vid arkeologisk utredning innan Svalövssjön anlades hittades en flatmarksgrav, och två osäkra gravar. Graven kan vara från bronsålder, alternativt äldre järnålder.

### Järnålder
Från järnåldern finns stensättningar, tre till antalet, 9 till 15 m i diameter, cirka 3-4 dm höga. De har RAÄ nr 19:1, 19:2 och 23:1. I Bibliotekssamlingen finns 6 sländtrissor av oklar ålder och en glaspärla från vikingatid, annars är det tunnsått med fynd. 

## Namnet
Namnet skrevs i mitten av 1100-talet Swalleue i Necrologium Lundense och kommer av kyrkbyn. Efterleden är löv, 'arvegods'. Förleden innehåller mansnamnet Swali, 'svala'.. Namnet skrevs till 1915 Norra Svalövs socken. Norra Svalöv var kyrkby i socknen.